# 古巴花蝠
古巴花蝠（学名：Phyllonycteris poeyi），哺乳纲、翼手目、叶口蝠科的一属，是一种合群的哺乳动物，会集成30只同伴在一起夜晚活动。它们会与几千只同伴一起栖息，也会与其他种类的蝙蝠，如古巴果蝠，黄花蝠等共享同一个栖息地。

## 特征
古巴花蝠拥有灰白色的毛发，尾巴较短，不超过1.8厘米。它们的舌头很长，舌尖有毛状结构，有助于吸食花朵中的花蜜。

## 飞行速度
古巴花蝠的飞行速度不超过每小时6.7公里。

## 分布
古巴花蝠分布于古巴，多米尼加，海地等。

## 栖息地
古巴花蝠居住在灌木丛，洞穴等。

## 食物
古巴花蝠是草食性蝙蝠，它们会吃花蜜，花粉，种子，偶尔也会吃昆虫。

## 体长和体重
古巴花蝠体长6.4厘米至8.3厘米，体重15克至29克。